# E. Ray Goetz
Edward Ray Goetz (* 12. Juni 1886 in Buffalo; † 12. Juni 1954 in Greenwich/Connecticut) war ein US-amerikanischer Songwriter, Produzent, Drehbuchautor und Schauspieler.
Goetz arbeitete in den 1910er Jahren als Texter, später auch als Komponist von Songs und in den 1920er Jahren als Produzent für den Broadway. Songs mit Texten von ihm wurden in den Ziegfeld Follies 1907, The Gay White Way und Two Islands (1907), The Prince Of Bohemia und A Matinee Idol (1910), The Hen-Pecks und The Never Homes (1911) sowie Hokey-Pokey/Bunty, Bulls And Strings und Hanky Panky (1912) verwendet. Als Komponist und teilweise Librettist wirkte er an Roly Poly/Without The Law und The Sun Dodgers (1912), All Aboard und The Pleasure Seekers (1913), Hands Up (1915), Step This Way (1916), Hitchy-Koo und Words And Music (1917), als Produzent an Follow The Girl (1918), As You Were (1920, mit seiner damaligen Frau Irène Bordoni), The French Doll (1922). Little Miss Bluebeard (1924), Naughty Cinderella und Mozart (1926), Paris (1928, auch Komposition), The Lady Of The Orchids (1928, auch Libretto), Fifty Million Frenchmen (1929, Cole Porters erste große Show) und The New Yorkers (1930, nach einer eigenen Story) mit.
Die erfolgreichsten seiner zahlreichen Songs waren Do I Love You? (mit Henri Christiné), Yaka Hula Hickey Dula (mit Joe Young und Pete Wendling) und For Me and My Gal (mit Edgar Leslie und George W. Meyer). Letzterer gab dem Film For Me and My Gal den Titel; dort wurde der Song von Judy Garland und Gene Kelly gesungen. Weitere musikalische Partner waren Silvio Hein, A. Baldwin Sloane, Raymond Hubbell, Pete Wendling, Jean Schwartz und George Gershwin. Als Schauspieler trat Goetz in Somebody Loves Me (1952), The Greatest Show On Earth" (1952) and For Me And My Gal (1942) auf, für den Film Paris (1929) schrieb er das Drehbuch. Seit 1914 war Goetz Mitglied der American Society of Composers, Authors and Publishers (ASCAP), bis 1917 einer von deren Direktoren.